# Charles-Gustave de Bade-Durlach
Charles Gustave de Bade-Durlach (* 27 septembre 1648 à Durlach; † 24 octobre 1703 au Château de Karlsburg à Durlach) est un général allemand. Il est le fils de Frédéric VI de Bade-Durlach et de Christine-Madeleine de Deux-Ponts-Cleebourg.
Il mène une carrière militaire dans l'armée souabe à partir de 1673 et devient feld-maréchal en 1697.
Il épouse le 28 octobre 1677 Anne-Sophie de Brunswick-Wolfenbüttel (* 29 octobre 1659; † 28 juin 1742), fille du duc Antoine-Ulrich de Brunswick-Wolfenbüttel. Ils ont les enfants suivants :
- Christine Juliane de Bade-Durlach (* 12 septembre 1678; † 10 juillet 1707), épouse, le 27 février 1697 Jean-Guillaume de Saxe-Eisenach (né le 17 octobre 1666, mort le 4 janvier 1729)
- Charles (* 30 mars 1680; † 30 août 1680)
- Frédéric-Rodolphe (* 13 mai 1681; † 18 mai 1682)
- Charles-Antoine (* 29 janvier 1683 et mort le 31 mai 1692)